# Don’t Go Breaking My Heart
Don’t Go Breaking My Heart (englisch Brich mir nicht mein Herz) ist ein Duett von Elton John und Kiki Dee aus dem Jahr 1976. Es wurde von Elton John und Bernie Taupin unter den Pseudonymen „Ann Orson“ und „Carte Blanche“ komponiert.
Die Autorennennung für die Komposition, „Ann Orson and Carte Blanche“, ist ein englischer Wortwitz und typisch für Johns Humor. Bei einer nur leicht schludrigen Aussprache wird daraus „an horse and cart, blanche“. „Carte blanche“ steht im Englischen für „Blankovollmacht“, „Cart“ bedeutet auch „Karren“, „blanche“ hat im Französischen unter anderem die Bedeutung „leer“. Insofern wurde das Lied entweder von einem Pferd mit einem leeren Karren oder einem Pferd mit Blankovollmacht komponiert.

## Hintergrund
John war endlich frei von jeglichen vertraglichen Verpflichtungen mit seiner bisherigen Plattenfirma Dick James Music. Erstaunlicherweise tat er als erstes genau das, wovon er bis dahin immer sagte, dass es nicht in Frage käme – für sein eigenes Plattenlabel The Rocket Record Company einen Titel aufzunehmen.
John und Taupin arbeiteten nicht selten über große Entfernungen zusammen. Einmal klimperte John auf seinem E-Piano und hatte daraufhin den Entwurf der Melodie von Don’t Go Breakin’ My Heart. Er rief Taupin an, der sich auf Barbados befand, und bat ihn einen Text für ein Duett zu schreiben.
Obwohl Duette nicht gerade in Mode waren, schwebte ihm eines im Motown Stil von Marvin Gaye und Tammi Terrell vor. Und er wollte es mit Kiki Dee singen, die seit Jahren in seiner Plattenfirma unter Vertrag stand und in deren künstlerische Entwicklung er selbst viel Zeit investiert hatte. In der Zeit nach Veröffentlichung des Liedes gab es dann die üblichen Spekulationen um die mögliche Beziehung zwischen den beiden Künstlern.
Wie viele Singles von Elton John aus den 1970er Jahren war das Lied nie auf einem seiner ursprünglichen Alben enthalten. Jedoch erschien es auf der Original-Version von Elton John’s Greatest Hits Volume II aus dem Jahre 1977. Später war es noch auf den Alben Elton John’s Greatest Hits 1976–1986 und Elton John’s Greatest Hits 1970–2002 enthalten.
Im Jahr 1985 sang Elton John das Lied zusammen mit Kiki Dee vor einem Publikum im Wembley-Stadion während seines Auftritts bei Live Aid. Fast zwanzig Jahre nach der Erstveröffentlichung nahm Elton John den Song mit RuPaul neu auf und gab ihn neu heraus. 1997 führte Elton John den Song mit den Spice Girls in seiner Show An Audience with… auf.
Das Lied ist in einer von Anne Hathaway und Jesse McCartney gesungenen Version auch in dem Film Ella – Verflixt & zauberhaft (Ella Enchanted, 2004) sowie in dem Disney-Animationsfilm Himmel und Huhn (Chicken Little, 2005) zu hören. Ferner wird das Lied sowohl von Lilly und Marshall in der Serie How I Met Your Mother in einer Karaoke-Bar gesungen als auch von J.D. und Kim (Scrubs) in einem Tagtraum von J.D., sowie in der Serie Unforgettable von Det. Roe Sanders und Tanya Sitkowsky als Karaoke. Auch in den Fernsehserien The Big Bang Theory, Modern Family und Glee wird das Lied gesungen. In Full House wird es von Michelle und ihrem Freund nach dem Auftritt von Stephanie mit ihrer Band Girl-Talk gesungen.

## Rezeption
Die Kritiker waren sich einig, dass dieses Lied ein Flop werden würde. Entgegen dieser Einschätzung wurde es der erste Nummer-1-Hit für John in den Single-Charts des Vereinigten Königreichs. Den nächsten britischen Nummer-1-Hit hatte er erst wieder 14 Jahre danach.

## B-Seite
„Snow Queen“ ist eine Aufnahme aus Johns „Blue-Moves“-Projekt.
Im Zuge des gemeinsamen Besuchs eines Konzerts von Paul McCartney im Jahr 1990 entschuldigte sich John bei Cher für die verwendeten Worte in dem Lied, dies sei jedoch nicht sein Fehler gewesen. Obwohl der Text Bernie Taupins Art war, Komplimente zum Ausdruck zu bringen, zeichnete er ein eher unschönes Bild von Cher. John und Chers Verhältnis war von freundschaftlicher Natur, er war auch zu Gast in ihrer Debütshow 1975.
“Elton then explained Bernie had written this terrible lyric about me. […] I've never heard it, but I know it's real nasty” (dt.: „Elton erklärte mir dann, dass Bernie diesen schrecklichen Liedtext über mich geschrieben hätte […] ich habe ihn nie gehört, aber ich weiß, dass er echt fies ist“) erzählte Cher.

## Besetzung
- Elton John – Gesang, Klavier
- Kiki Dee – Gesang
- Davey Johnstone – E-Gitarre
- Kenny Passarelli – Bassgitarre
- Roger Pope – Schlagzeug
- James Newton Howard – Orchestrierung, E-Piano

## Produktion
- Gus Dudgeon – Produzent

## Kommerzieller Erfolg

### Chartplatzierungen
| ChartsChartplatzierungen       | Höchstplatzierung | Wochen |
| ------------------------------ | ----------------- | ------ |
| Deutschland (GfK)              | 5 (19 Wo.)        | 19     |
| Österreich (Ö3)                | 8 (8 Wo.)         | 8      |
| Schweiz (IFPI)                 | 4 (11 Wo.)        | 11     |
| Vereinigte Staaten (Billboard) | 1 (20 Wo.)        | 20     |
| Vereinigtes Königreich (OCC)   | 1 (14 Wo.)        | 14     |

| ChartsJahrescharts (1976)      | Platzierung |
| ------------------------------ | ----------- |
| Deutschland (GfK)              | 40          |
| Vereinigte Staaten (Billboard) | 2           |

### Auszeichnungen für Musikverkäufe
| Land/Region                  | Auszeichnungen für Musikverkäufe (Land/Region, Auszeichnung, Verkäufe) | Verkäufe  |
| ---------------------------- | ---------------------------------------------------------------------- | --------- |
| Australien (ARIA)            | Gold                                                                   | 20.000    |
| Dänemark (IFPI)              | Platin                                                                 | 90.000    |
| Italien (FIMI)               | Gold                                                                   | 50.000    |
| Kanada (MC)                  | Platin                                                                 | 150.000   |
| Neuseeland (RMNZ)            | 4× Platin                                                              | 120.000   |
| Österreich (IFPI)            | Platin                                                                 | 100.000   |
| Spanien (Promusicae)         | Platin                                                                 | 60.000    |
| Vereinigte Staaten (RIAA)    | 2× Platin                                                              | 2.000.000 |
| Vereinigtes Königreich (BPI) | Gold (Physisch) · + 2× Platin (Digital)                                | 1.700.000 |
| Insgesamt                    | 3× Gold · 12× Platin ·                                                 | 4.290.000 |

Hauptartikel: Elton John/Auszeichnungen für Musikverkäufe